# Pamelia (Nueva York)
Pamelia es un pueblo ubicado en el condado de Jefferson en el estado estadounidense de Nueva York. En el año 2000 tenía una población de 2,897 habitantes y una densidad poblacional de 33 personas por km².

## Geografía
Pamelia se encuentra ubicado en las coordenadas 44°2′29″N 75°53′41″O / 44.04139, -75.89472.

## Demografía
Según la Oficina del Censo en 2000 los ingresos medios por hogar en la localidad eran de $ 37,500 y los ingresos medios por familia eran $45,500. Los hombres tenían unos ingresos medios de $33,050 frente a los $21,832 para las mujeres. La renta per cápita para la localidad era de $16,314. Alrededor del 12% de la población estaban por debajo del umbral de pobreza.